# Crossodactylodes pintoi
Crossodactylodes pintoi är en groddjursart som beskrevs av Cochran 1938. Crossodactylodes pintoi ingår i släktet Crossodactylodes och familjen Cycloramphidae. IUCN kategoriserar arten globalt som otillräckligt studerad. Inga underarter finns listade i Catalogue of Life.